# Gmina Trebisht
Gmina Trebisht (alb. Komuna Trebisht) – gmina  położona w środkowej części Albanii. Administracyjnie należy do okręgu Bulqiza w obwodzie Dibra. W 2011 roku populacja gminy wynosiła 993 w tym 491 kobiet oraz 502 mężczyzn, z czego Albańczycy stanowili 95,27% mieszkańców.
W skład gminy wchodzi sześć miejscowości: Klenjë, Gjinovec, Trebisht-Balaj, Trebisht-Celebi, Trebisht-Mucinë, Vërnicë.